# Tanimaiaki (Abaiang)
Tanimaiaki ist ein Ort im nördlichen Teil des zum Inselstaat Kiribati gehörenden pazifischen Archipels der Gilbertinseln nahe dem Äquator. 2020 wurden 312 Einwohner gezählt.

## Geographie
Der Ort liegt im Süden des Atolls Abaiang südlich von Tuarabu.

## Klima
Das Klima ist tropisch heiß, wird jedoch von ständig wehenden Winden gemäßigt. Ebenso wie die anderen Orte der Gilbertinseln wird Tanimaiaki gelegentlich von Zyklonen heimgesucht.